# Terriera sacchari
Terriera sacchari är en svampart som först beskrevs av Lyon, och fick sitt nu gällande namn av P.R. Johnst. 2001. Terriera sacchari ingår i släktet Terriera och familjen Rhytismataceae.   Inga underarter finns listade i Catalogue of Life.